# Lemyrea ciliolata
Lemyrea ciliolata är en måreväxtart som först beskrevs av Auguste Jean Baptiste Chevalier, och fick sitt nu gällande namn av Auguste Jean Baptiste Chevalier och Lucien Beille. Lemyrea ciliolata ingår i släktet Lemyrea och familjen måreväxter.
Artens utbredningsområde är Madagaskar. Inga underarter finns listade i Catalogue of Life.